# Trichopterigia ustimargo
Trichopterigia ustimargo là một loài bướm đêm trong họ Geometridae.